# Farní sbor Českobratrské církve evangelické v Hustopečích u Brna
Farní sbor Českobratrské církve evangelické v Hustopečích spadá pod brněnský seniorát. Sbor byl založen r. 1882 jako sbor helvétského vyznání. Využívá vlastní kostel.
Farářem sboru je Jiří Gruber, kurátorem sboru je Pavel Stehlík. Kazatelská stanice Pasohlávky zanikla.

## Faráři sboru
- František Šebesta (1882–1896)
- Josef Ladislav Hájek (1897–1905)
- Vlastimil Svatopluk Juren (1905–1922)
- Jaroslav Kučera (1923–1928)
- Rudolf Říčan (1931–1935)
- Karel Balcar (1936–1937)
- Miloš Krybus (1938–1939)
- František Karel Šedý (1946–1951)
- Jaroslav Horák (1951–1983)
- Jiří Doležal (1983–1994)
- Ivo David (1996–2010)
- j. Kateřina Rybáriková (2011–2021)
- Jiří Gruber (2022–)